# 原俊介
原 俊介（はら しゅんすけ、1977年8月30日 - ）は、神奈川県秦野市出身の元プロ野球選手（捕手、一塁手、外野手）、保健体育科教員、野球指導者。東海大学付属相模高等学校硬式野球部監督。

## 来歴・人物

### プロ入り前
1995年度ドラフト会議にて読売ジャイアンツから1位指名（福留孝介の外れ1位）を受け入団。選手在籍時の監督でもある原辰徳とは、同姓で出身高校も同じであるが、血縁上の繋がりはない。

### 巨人時代
強肩強打の選手として早い時期からファームの主軸打者であったが、守備位置が一定せず（ポジションは捕手・内野手・たまに外野も）、正捕手村田真一、二番手杉山直樹に替わる候補は吉原孝介、柳沢裕一、村田善則、小田幸平らが起用されることが多くさらに移籍組のベテラン捕手の加入等もあり一軍出場は叶わず、その後鳴り物入りで入団した阿部慎之助が正捕手に定着、原は二軍暮らしが長く続いた。8年目の2003年に打撃力のある控え捕手として期待され、初めて一軍に昇格。プロ入り初本塁打は、東京ドームの看板直撃弾であったが、2003年7月24日放送のすぽるとで飛ぶボール問題を特集した時、パワーヒッターではない選手の初本塁打がここまで飛ぶのかと採り上げられた。
2003年、横浜ベイスターズ戦で受けた唯一の死球はサヨナラとなる押し出し死球だった。
2004年以降は、一軍の捕手が2人体制となり出番が激減、ファームでは不動の4番として活躍する一方、一・三塁手としての起用が多くなる。
2006年、前年まで2番手の捕手として起用された小田幸平が中日ドラゴンズへ移籍したことが追い風になると思われたが、星孝典や加藤健、日本ハムから移籍の實松一成などの台頭により、一軍でも打撃面を期待され指名打者や内野手としての起用されたが打撃不振で結果を残せなかった。
2006年10月2日、球団から戦力外通告を受けた。その後12球団合同トライアウトに参加したものの、獲得する球団はなかった。

### 現役引退後
引退後は早稲田大学人間科学部健康福祉科学科（通信教育課程）に進学し、後藤孝志と立ち上げた野球教室「TOKYO GUTS」でコーチをしていた。2014年1月20日付で日本学生野球協会から学生野球資格の回復を認定される。2016年4月1日より東海大静岡翔洋高校の野球部監督に就任。
系列校で原の出身校の東海大相模高校野球部監督の門馬敬治が健康上を理由に2021年の夏限りでの勇退が2021年6月30日に明らかになった。そのため、後任候補として原の名前が挙がった。東海大静岡翔洋の監督としての最後の夏はノーシードながら静岡県大会決勝まで勝ち進むも静岡高校に敗退し、惜しくも甲子園出場は叶わなかった。
その後、予定通り正式に監督の退任が発表され、9月1日付で東海大相模高校野球部監督に就任した。なお、東海大静岡翔洋の後任監督には、かつては東海大浦安高校監督を務め、第82回全国高等学校野球選手権大会で準優勝を経験し、東海大福岡高校のコーチを務めていた森下倫明が2021年9月1日付けで就任している。

## 詳細情報

### 年度別打撃成績
| 年 度     | 球 団     | 試 合 | 打 席 | 打 数 | 得 点 | 安 打 | 二 塁 打 | 三 塁 打 | 本 塁 打 | 塁 打 | 打 点 | 盗 塁 | 盗 塁 死 | 犠 打 | 犠 飛 | 四 球 | 敬 遠 | 死 球 | 三 振 | 併 殺 打 | 打 率 | 出 塁 率 | 長 打 率 | O P S |
| --------- | --------- | ----- | ----- | ----- | ----- | ----- | -------- | -------- | -------- | ----- | ----- | ----- | -------- | ----- | ----- | ----- | ----- | ----- | ----- | -------- | ----- | -------- | -------- | ----- |
| 2003      | 巨人      | 40    | 47    | 45    | 7     | 12    | 2        | 1        | 3        | 25    | 8     | 0     | 0        | 0     | 0     | 1     | 0     | 1     | 16    | 2        | .267  | .298     | .556     | .853  |
| 2004      | 巨人      | 6     | 6     | 5     | 1     | 2     | 0        | 0        | 0        | 2     | 0     | 0     | 0        | 0     | 0     | 1     | 0     | 0     | 1     | 0        | .400  | .500     | .400     | .900  |
| 2005      | 巨人      | 9     | 17    | 16    | 1     | 2     | 0        | 0        | 0        | 2     | 1     | 0     | 0        | 0     | 0     | 1     | 0     | 0     | 5     | 1        | .125  | .176     | .125     | .301  |
| 2006      | 巨人      | 13    | 21    | 19    | 1     | 3     | 1        | 0        | 0        | 4     | 1     | 0     | 0        | 1     | 0     | 1     | 0     | 0     | 4     | 1        | .158  | .200     | .211     | .411  |
| 通算：4年 | 通算：4年 | 68    | 91    | 85    | 10    | 19    | 3        | 1        | 3        | 33    | 10    | 0     | 0        | 1     | 0     | 4     | 0     | 1     | 26    | 4        | .224  | .267     | .388     | .655  |

### 記録
- 初出場：2003年3月29日、対中日ドラゴンズ2回戦（東京ドーム）、7回裏に工藤公康の代打で出場
- 初打席・初安打・初打点：同上、7回裏に久本祐一から右前適時打
- 初本塁打：2003年3月30日、対中日ドラゴンズ3回戦（東京ドーム）、4回裏に木村龍治の代打で出場、野口茂樹から左越2ラン
- 初先発出場：2003年5月30日、対阪神タイガース10回戦（東京ドーム）、8番・一塁手で先発出場

### 背番号
- 38 （1996年 - 1999年）
- 62 （2000年 - 2006年）